# Uakari dżunglowy
Uakari dżunglowy (Cacajao ayresi) – gatunek ssaka naczelnego z podrodziny saki (Pitheciinae) w obrębie rodziny sakowatych (Pitheciidae).

## Taksonomia
Gatunek po raz pierwszy naukowo opisał w 2008 roku międzynarodowy zespół zoologów (Brytyjczyk Jean P. Boubli, Brazylijczycy Maria Nazareth Ferreira da Silva, Manuella V. Amado, Francisco Boavista Pontual, Izeni P. Farias i Czech Tomáš Hrbek), nadając mu nazwę Cacajao ayresi. Miejsce typowe to prawy brzeg dolnego biegu rzeki Araçá (0°33′S 62°55′W/-0,548083 -62,911222), w stanie Amazonas, w Brazylii. Holotyp to skóra, czaszka i tkanki wątroby zakonserwowanej w etanolu dorosłej samicy (INPA 5248) przechowywany w Instituto Nacional de Pesquisas da Amazônia w Manaus; okaz zebrany 2 grudnia 2005 roku przez Boubliego.
Cacajao ayresi został opisany w 2008 jako nowy gatunek oparty na morfologii i w pewnej części poparty analizami molekularnymi. Niektóre autorytety traktują C. ayresi jako podgatunek C. hosomi (pod nazwą C. melanocephalus), dlatego zachodzi potrzeba przeprowadzenia dalszych badań.
Autorzy Illustrated Checklist of the Mammals of the World uznają ten takson za gatunek monotypowy.

### Etymologia
- Cacajao: port. cacajão „uakari”, od tupi cacajao – lokalnej nazwy uakari czarnogłowego w niektórych częściach Brazylii i Wenezueli[8].
- ayresi: dr José Márcio Ayres (1954–2003), brazylijski biolog, konserwator przyrody i prymatolog[2].

## Zasięg występowania
Uakari dżunglowy występuje w północno-zachodniej Amazonii w Brazylii, zasięg jest wyraźnie ograniczony do niewielkiego obszaru obejmującego dorzecze rzeki Curuduri i środkowego oraz dolnego biegu rzeki Araçá na północ od rzeki Negro.

## Morfologia
Długość ciała (bez ogona) 30–40 cm, długość ogona samic 15–18 cm; masa ciała 2–2,5 kg.

## Status zagrożenia
W Czerwonej księdze gatunków zagrożonych Międzynarodowej Unii Ochrony Przyrody i Jej Zasobów został zaliczony do kategorii LC (ang. least concern ‘najmniejszej troski’).